# Mine Sullivan de Kimberley
La Mine Sullivan de Kimberley, dans la région de Kootenay, en Colombie-Britannique, dans l'ouest du Canada, était l'un des premiers producteurs de plomb et de zinc au monde au XXe siècle et le plus important du Canada.

## Histoire
La région est d'abord explorée par la Mission jésuite Saint-Eugène auprès des indiens Kootenai, menée par des pères venus des Etats-Unis. Le père Pierre-Jean De Smet y dit pour l'Assomption une messe au milieu de plus d'un millier d'indiens Kutenai en 1845 sur les bords de la Rivière Kootenai. Les missionnaires y découvrent le "filon de Saint-Eugène", la mine la plus importante de cette région, profonde de 500 mètres, qui produit en 1900 près d'un demi million d'onces d'agent pur par an. Il y a aussi l'or de Rossland, exploité dès 1890 à la mine Le Roi, sur la Red Mountain. Au bout de six ans, il représente 40 % du total canadien.
La ville canadienne de Kimberley (Colombie-Britannique) entre les Monts Purcell et les Rocheuses, à 1 113 mètres d'altitude, est fondée et nommée d'après la mine de Kimberley en Afrique du Sud. Découvert en 1892, le gisement de zinc et de plomb sera acquis en 1909 par la "Consolidated Mining and Smelting Company of Canada", future Cominco. Son  succès viendra largement des nouveaux procédés mis en place en 1916 pour séparer le plomb et le zinc lors du traitement du minerai. De 1917 à 2001, la Mine Sullivan est la plus grande mine mondiale de plomb et zinc, dont l'extraction cumulée représente vingt milliards de dollars canadiens au cours de ces huit décennies.
La région minière de Kootenay devient un leader mondial de l'extraction et du raffinage de minerai plombo-zincifère, et l'unique grand producteur de plomb et de zinc au Canada. Durant cette période, la mine Sullivan, située dans Kootenay Est, se démarque comme une mine exceptionnelle, malgré des réserves assez peu considérables. Lors des meilleures années, elle employait de 4 000 à 5 000 travailleurs. Affectée par le manque de main-d'œuvre, la production canadienne a subi une baisse après l'année record de 1942 (256 000 tonnes).